# Дугогасительная камера

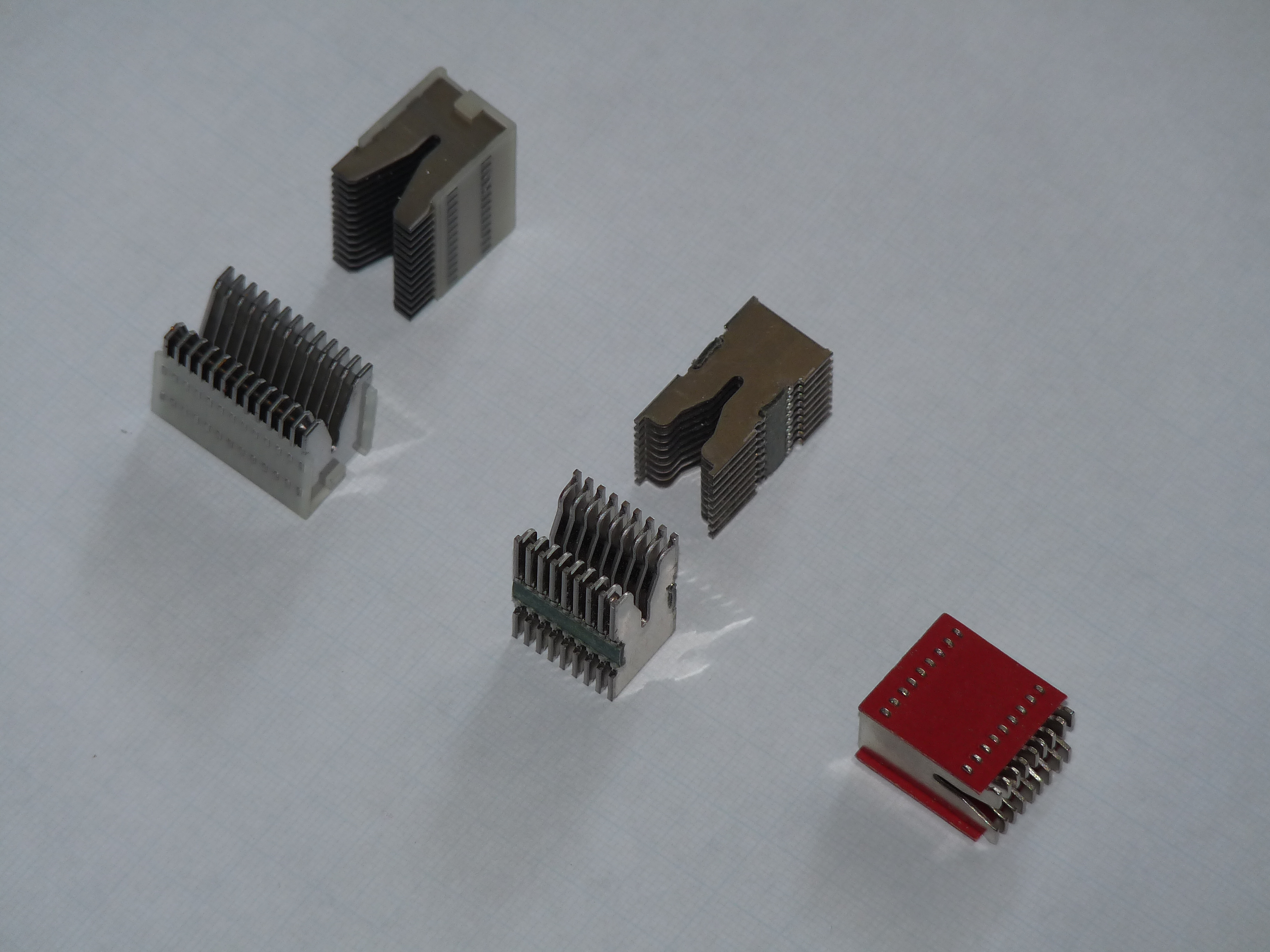
Дугогасительные решётки различных модульных автоматических выключателей

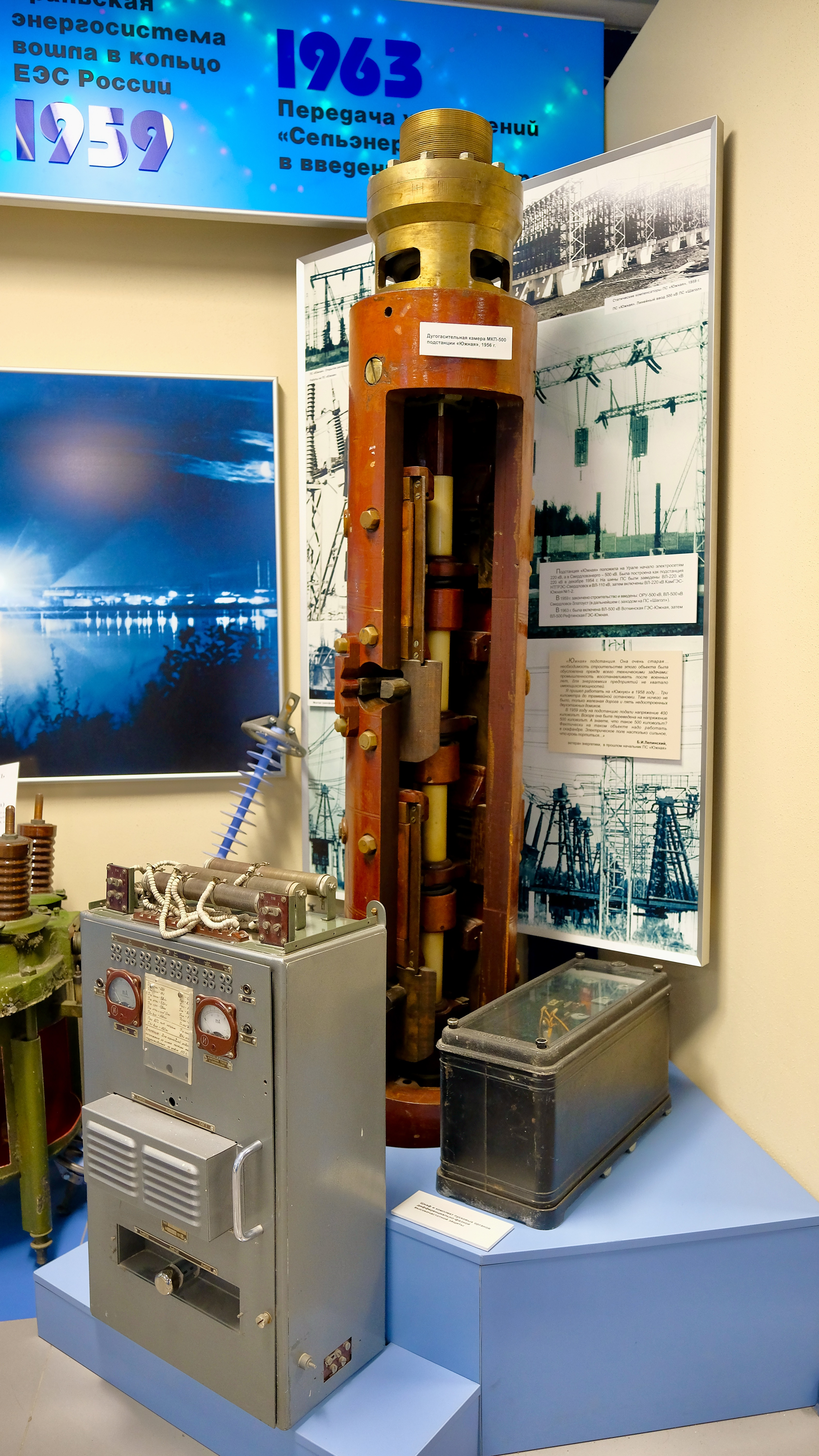
Дугогасительная камера МКП-500 1956 года в Музее энергетики Урала

Дугогаси́тельная ка́мера (дугогаси́тельная решётка) — специальное устройство, применяющееся в приспособлениях дугогашения в различных электрических коммутационных аппаратах для предотвращения горения и быстрого гашения электрической дуги.

## История создания
Дугогасительная решётка была изобретена выдающимся русским пионером-электротехником М. О. Доливо-Добровольским (германские патенты №266745 и №272742 от 4 мая и 24 июля 1912 года соответственно).

## Устройство

Дугогасительная камера автоматического воздушного выключателя. На пластинках решётки видна полоса эрозии, оставленная дугой.

Простейшая дугогасительная решётка, применяемая, к примеру, в секционных изоляторах, может быть выполнена в виде двух пластин, расположенных под углом. Дуга, продвигаясь по пластинам, растягивается, охлаждается и гаснет.
Дугогасительная решётка выключателей представляет собой набор металлических (обычно стальных) штампованных прямоугольных пластин с V-образным вырезом, гальванически покрытых медью или хромом для улучшения электрической проводимости и защиты от коррозии, закреплённых параллельно или веерообразно на некотором расстоянии друг от друга между двумя держателями, изготовленными из диэлектрика (обычно электрокартона) или, в устройствах большой коммутируемой мощности, в держателе из асбоцемента, причём дугогасительные пластины электрически изолированы друг от друга. В дугогасительные камеры мощных коммутационных устройств входят постоянные магниты или электромагниты, отталкивающие шнур плазмы электрической дуги от металлических контактов в дугогасительную камеру (так называемое «магнитное дутьё»).

## Принцип действия
Принцип действия дугогасительной решётки основан на том, что вблизи электродов имеется существенное падение напряжения (суммарное падение прикатодного и прианодного напряжений на одном контакте составляет 15—30 В) в стволе дуги. Под действием собственного магнитного поля плазма дуги начинает двигаться по дугогасящим рогам коммутирующих контактов (движение дуги под собственным магнитным полем — это движение проводника с током, взаимодействующего с самопорождённым магнитным полем, так как газ в дуге сильно ионизирован и, в первом приближении, может рассматриваться как эластичный проводник с током. Движение проводника с током при взаимодействии с магнитным полем описывается законом Ампера). При этом плазма дуги втягивается в дугогасительную камеру и разбивается на ряд мелких дуг между пластинами, что эквивалентно ряду последовательных контактов, на каждом из которых происходит околоэлектродное падение напряжения. Так как высокоионизированная плазма имеет очень высокую теплопроводность, обусловленную высокой концентрацией свободных электронов, то она охлаждается, отдавая часть тепла пластинам решётки, что влечёт деионизацию из-за рекомбинации ионов и последующее гашение дуги. Изготовление пластин дугогасительной решётки из ферромагнитного материала (обычно стали) обусловлено главным образом не соображениями экономии цветных металлов, а облегчением вхождения дугового шнура в решётку: магнитное поле дуги стремится замкнуться по ферромагнитной массе, в результате чего возникают силы, втягивающие плазму дуги в дугогасительную решётку. Дополнительное преимущество ферромагнитных дугогасительных пластин — электромагнитные силы не только втягивают дугу в решётку, но и исключают выход плазмы с другой стороны дугогасительной системы.
Дугогасительная камера сконструирована таким образом, что электрическая дуга, образующаяся при размыкании контактов коммутационных аппаратов, втягивается в дугогасительную решётку, так как такое движение плазмы энергетически выгодно. Втянувшись в промежутки пластин камеры, электрическая дуга удлиняется, разбивается пластинами камеры на несколько более маленьких по длине дуг, при этом быстро деионизируется, охлаждается и гаснет. В дугогасительных камерах с магнитным дутьём, осуществляемым с помощью дополнительного магнитного поля, создаваемого с помощью постоянных магнитов или электромагнитов, плазма дуги эффективнее втягивается в дугогасительную камеру воздействием на неё магнитного поля, порождаемого этими магнитами, так как плазма из-за высокой электропроводности стремится вытолкнуться из магнитного поля, сохраняя поток магнитного поля внутри себя неизменным. Благоприятным дополнительным фактором взаимодействия с ферромагнитной решёткой, который влияет на движение ряда малых дуг (полученных при разбиении большой дуги) — это выравнивание их скоростей: вырвавшиеся вперёд дуги будут тормозиться, а отстающие — ускоряться, исключая выход их с внешней стороны решётки и втягивая дугу при малых токах в дуге.

## Особенности конструкции
Плазма электрической дуги при размыкании коммутирующих контактов разгоняется до сверхзвуковых скоростей. Поэтому дуга, входя в решётку, сильно тормозится из-за аэродинамического сопротивления. Снижение этого сопротивления производится должным конструированием дугогасительного устройства. Например, применяют решётку в виде пластин, охватывающих с трёх сторон силовые контакты, а сами пластины имеют V-образный вырез для перемещения в этом вырезе подвижных коммутирующих контактов и лучшего охвата плазменного шнура дуги (кроме того, V-образный вырез в пластинах придаёт ускоренное движение дуги при движении её вглубь решётки из-за возрастающего взаимодействия с дугой ). Иногда пластины в решётке располагают в шахматным порядке. Аэродинамическое сопротивление для движущейся плазмы можно снизить уменьшением количества пластин внутри решётки, но при этом, для сохранения эффективности гашения дуги, приходится увеличивать длину решётки, что увеличивает размеры коммутационного устройства в целом. Поэтому расстояние между пластинами выбирается из компромиссных соображений, обычно не более 2 мм. При меньших расстояниях между пластинами возможно сваривание пластин при разбрызгивании капель расплавленного металла электрической дугой и образование между пластинами металлических мостиков.

## Применение

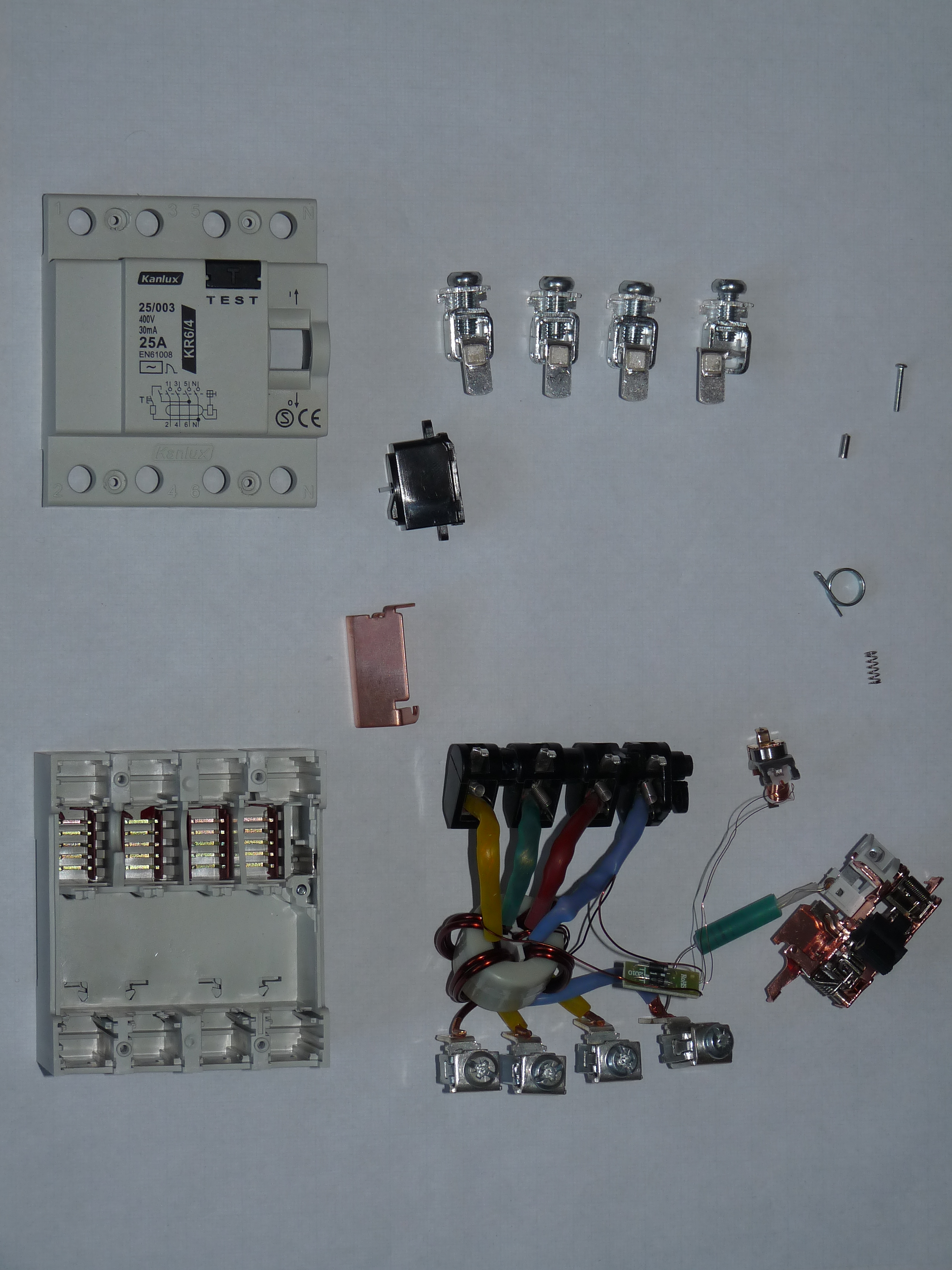
Применение дугогасительных решёток в устройстве защитного отключения

Дугогасительные камеры применяются в автоматических воздушных выключателях, магнитных пускателях (начиная со второй величины), контакторах, электромагнитных выключателях, секционных изоляторах контактной сети, выключателях нагрузки и рубильниках, в конструкции некоторых из них предусмотрены дугогасящие устройства.